# Henschen
Henschen är en svensk släkt vars stamfader är borgaren i Jönköping, Andreas Hensigken (även Hensken), som var född omkring 1600 i Trebbin i Brandenburg. Han flyttade in till Sverige omkring 1620. 
Från hans sonson, sjötullsinspektoren Gabriel Henschen härstammar släktens Bergslagsgren och Blekingegren.

## Personer med efternamnet Henschen
- Dagny Henschen (1885–1960), översättare
- Folke Henschen (1881–1977), läkare, professor i patologisk anatomi
- Helena Henschen (1940–2011), formgivare och författare
- Helga Henschen (1917–2002), konstnär, författare och illustratör
- Ingegerd Henschen-Ingvar  (1890–1986), konst- och textilhistoriker
- Lars Niclas Henschen (1761–1826), lagman
- Lars Vilhelm Henschen (1805–1885), jurist och politiker
- Maria Henschen (1840–1927), skolledare
- Salomon Eberhard Henschen (1847–1930), läkare och professor
- Signe Henschen (1885–1969), kvinnosakskvinna
- William Henschen (1842–1925), svenskameerikansk publicist

## Stamtavla över kända personer i släkten
- Andreas Hensigken (död 1663/1664), spelman
  - Gabriel Andersson Hensken (d 1685), körsnär
    - Gabriel Henschen (1675—1744), tullförvaltare
      - Carl Niclas Henschen (1714–1782), bruksförvaltare, bildade BERGSLAGSGRENEN
        - Carl Gabriel Henschen (1761–1811), bruksförvaltare
          - Carl Wilhelm Henschen (1793–1866), bruksförvaltare
            - Wilhelm Henschen (1820–1873), bryggeridisponent
              - Wilhelm Carl Herman Henschen (1853–1912), kronofogde, vice häradshövding
                - Tord Wilhelm Henschen (1892–1946), adjunkt
                  - Ann-Mari Henschen (1924–2016), lärare vid universitet, gift med Thorild Dahlquist, filosof

      - Salomon Henschen (1719–1796), teolog, kontraktsprost, riksdagsman, bildade BLEKINGEGRENEN
        - Lars Niclas Henschen (1761— 1826) lagman
        - Wilhelm Peter Henschen (1766–1816), prost
          - Lars Vilhelm Henschen (1805–1885), riksdagsman
            - William Henschen (1842–1925), metodistpredikant och redaktör
            - Esaias Laurentius Henschen (1845–1927), bankdirektör
              - Gunhild Lugn (1881–1965), museiintendent, gift med Pehr Lugn (1881–1934), arkeolog
                - Robert Lugn (född 1923), generalmajor
                  - Kristina Lugn (född 1948–2020), författare
                    - Martina Montelius (född 1975), regissör

            - Salomon Henschen (1847–1930), läkare
              - Folke Henschen (1881–1977), läkare, gift med Signe Thiel
                - Anders Henschen (född 1914), konstnär
                  - Helena Henschen (1940–2011), formgivare och författare

                - Helga Henschen (1917–2002), konstnär

              - Dagny Henschen (1885–1960), översättare, gift med 1) Wilhelm Nyman, lektor, 2) Ivar Harrie, författare
                - Britt G. Hallqvist (1914–1997) (moderns första äkt), författare, gift med Sten Hallqvist, präst och lärare
                  - Martin Hallqvist (född 1939), diplomat

                - Arne Nyman (1918–1987), författare och konstnär, en tid gift med Ingrid Vang Nyman, illustratör

              - Ingegerd Henschen-Ingvar (1890–1986), konst- och textilhistoriker, gift med 1) Henrik Cornell, professor, 2) Sven Ingvar, läkare, professor
                - Jan Cornell (1914–1979), förlagsdirektör
                - Elias Cornell (1916–2008), professor
                - David H. Ingvar (1924–2000), professor
                - Cilla Ingvar (1931–1998), revyartist